# 伊庭町
伊庭町（いばちょう）は、滋賀県東近江市の町丁。本項ではかつて同区域に存在した神崎郡伊庭村（いばむら）についても記す。

## 地理
東近江市の北西部、東海道本線（琵琶湖線）・能登川駅の南西に位置し、北で山路町・猪子町、東で五個荘日吉町、南で能登川町・きぬがさ町、西で大中町に接する。中部を大同川、南端を須田川が流れる。中央を滋賀県道194号柳川能登川線が横断、西を県道194号・滋賀県道526号伊庭円山線が縦断し、東を東海道本線と滋賀県道2号大津能登川長浜線が掠める。

### 河川
- 大同川
- 須田川

## 歴史
- 幕末時点では神崎郡伊庭村であった。「旧高旧領取調帳」の記載によると旗本三枝氏知行。
- 明治3年（1870年）2月 - 大津県の管轄となる。
- 明治4年11月22日（1872年1月2日） - 第1次府県統合により、全域が長浜県の管轄となる。
- 明治5年
  - 2月27日（1872年4月4日） - 長浜県が改称して犬上県となる。
  - 9月28日（1872年10月30日） - 滋賀県の管轄となる。
- 1874年（明治7年） - 梅安新田を合併。
- 1880年（明治13年） - 伊庭村の一部（枝郷能登川）が分立して能登川村、一部（枝郷須田）が分立して北須田村となる。
- 1889年（明治22年）4月1日 - 町村制の施行により八条村の大字となる。
- 1894年（明治27年）6月5日 - 八条村が分割され、大字伊庭の区域をもって伊庭村が発足。
- 1942年（昭和17年）2月11日 - 伊庭村が能登川村・五峰村・八幡村・栗見村と合併して能登川町が発足し、同町の大字となる。
- 2006年（平成18年）1月1日 - 能登川町が東近江市に編入され、同市伊庭町となる。

## 世帯数と人口
2019年（令和元年）9月1日現在の世帯数と人口は以下の通りである。
| 町丁   | 世帯数  | 人口    |
| ------ | ------- | ------- |
| 伊庭町 | 669世帯 | 1,894人 |

### 人口の変遷
国勢調査による人口の推移。
| 2010年（平成22年） | 1,983人 | [ 5 ] |  |
| 2015年（平成27年） | 1,892人 | [ 6 ] |  |

### 世帯数の変遷
国勢調査による世帯数の推移。
| 2010年（平成22年） | 653世帯 | [ 5 ] |  |
| 2015年（平成27年） | 610世帯 | [ 6 ] |  |

## 学区
市立小・中学校に通う場合、学区は以下の通りとなる。
| 番・番地等 | 小学校                   | 中学校                 |
| ---------- | ------------------------ | ---------------------- |
| 全域       | 東近江市立能登川西小学校 | 東近江市立能登川中学校 |

## 交通

### 鉄道
東海道本線（琵琶湖線）が通過するが、駅は所在しない。能登川駅が至近に所在。

### バス
- ちょこっとバス
  - 大中線
    - 能登川病院 - 能登川駅東口 - 能登川駅西口 - 能登川支所前 - スポーツセンター前 - 図書館前 - 山路 - 伊庭 - 山路西 - 乙女浜 - 福堂東 - 福堂 - 能登川北小前 - 栗見出在家 - 栗見新田 - 大中

### 道路
- 滋賀県道2号大津能登川長浜線
- 滋賀県道194号柳川能登川線
- 滋賀県道526号伊庭円山線

## 施設
- 滋賀県立能登川高等学校
- 東近江市立能登川西小学校
- 東近江市立ちどり幼児園
- 大濱神社
- 愛宕神社
- 文殊堂
- 妙金剛寺
- 妙楽寺
- 法光寺
- 浄福寺
- 誓教寺
- 金毘羅神社

## その他

### 日本郵便
- 郵便番号 : 521-1235[3]（集配局：能登川郵便局[8]）。